# La Granja de la Costera
La Granja de la Costera es un municipio de la Comunidad Valenciana, España, perteneciente a la provincia de Valencia, en la comarca de La Costera.

## Geografía
Situado en la costera de Ranes. La superficie del término es llana, sin accidentes de importancia.
Desde Valencia, se accede a esta localidad a través de la A-7 para enlazar con la CV-566.

### Localidades limítrofes
El término municipal de La Granja de la Costera limita con las siguientes localidades:
Canals, Cerdá, Játiva, Llanera de Ranes, Novelé, Rotglá y Corbera, Torrella y Vallés, todas ellas de la provincia de Valencia.

## Historia

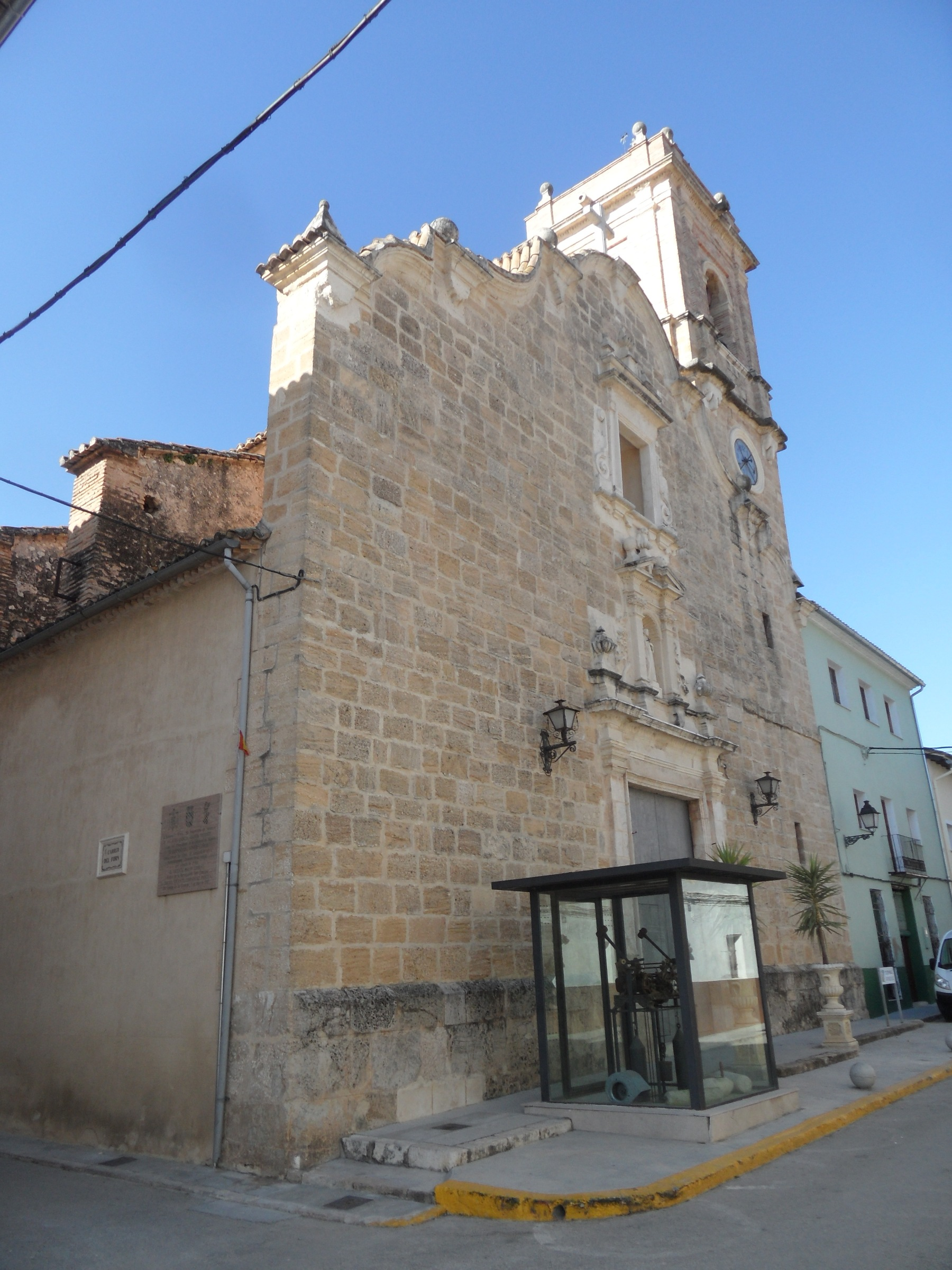
Iglesia de San Francisco de Asís.

El poblado fue en principio una casa de labor y hacia el siglo XV contaba con varias edificaciones, siendo denominada con el nombre de "Granja de Ferrer" por tener su propietario este apellido. Formaba parte de la contribución general de Játiva, incluida en el Cuarter de la Costera de Ranes. Con la expulsión de los moriscos quedó prácticamente deshabitada, siéndole otorgada carta de repoblación en 1611.

## Demografía
La Granja de la Costera cuenta con una población de 294 habitantes (INE 2024).
| Gráfica de evolución demográfica de La Granja de la Costera entre 1857 y 2021 |
| |
| Población de derecho según los censos de población del INE Población de hecho según los censos de población del INEEn 1857 aparece este municipio porque se segrega del municipio Vallés |

El 1910 fue el año que más población registró La Granja de la Costera con un total de 577 habitantes, llegando a la actualidad, año 2018, con un total de 297 habitantes, presentando así, el menor número de población registrado hasta la fecha.

## Economía
Los cultivos más importantes son los de regadío, con un predominio de la naranja y otros tipos de frutas.

## Administración y política
| Periodo   | Nombre                                       | Partido       |
| --------- | -------------------------------------------- | ------------- |
| 1979-1983 | José Aznar Climent                           | PSPV-PSOE     |
| 1983-1987 | José Aznar Climent                           | PSPV-PSOE     |
| 1987-1991 | Josep-Miquel Mollà i Ribes Antonio Tomás Mas | UPV PSPV-PSOE |
| 1991-1995 | Vicente Palop Climent                        | PP            |
| 1995-1999 | Vicente Palop Climent                        | PP            |
| 1999-2003 | Vicente Palop Climent                        | PP            |
| 2003-2007 | Vicente Palop Climent                        | PP            |
| 2007-2011 | Carlos Garrido Calabuig                      | PSPV-PSOE     |
| 2011-2015 | Carlos Garrido Calabuig                      | PSPV-PSOE     |
| 2015-2019 | Carlos Garrido Calabuig                      | PSPV-PSOE     |
| 2019-2023 | José Miguel Marín Fernández                  | PP            |
| 2023-act. | José Miguel Marín Fernández                  | PP            |

## Patrimonio
- Iglesia parroquial. Está dedicada a San Francisco de Asís. El templo es de arquitectura corintia y se edificó en 1841.

## Fiestas locales
- San Francisco de Asís: celebra su fiesta el 10 de agosto con carácter de promesa por la protección que se obtuvo durante el cólera que azotó la comarca en 1890.
- Fiestas Patronales: se celebran el día 4 de octubre en honor a san Francisco de Asís, la Divina Aurora y el Santísimo Cristo de la Victoria.